# Jászai László (színművész, 1935–2016)
Jászai László (Budapest, 1935. április 25. – 2016. december 9.) Jászai Mari-díjas magyar színész, érdemes művész, Jászai Mari unokaöccse, ifj. Jászai László édesapja.

## Pályafutása
Szülei kántortanítók voltak. Apja, Jászai Mari testvérének, Jászai Józsefnek 12. gyermekeként született. Jászai László gyermekkorát Rábatamásiban töltötte. 1955-ben a Színház- és Filmművészeti Főiskola hallgatója lett, ahol 1957-ben szerzett diplomát. Ezután a kecskeméti Katona József Színházhoz szerződött. Nyáron letartóztatták ’56-os izgatás vádjával (elmondott egy Mécs László-verset és zárt körben beszámolt ’56-os pesti élményeiről). Felfüggesztett ítélettel szabadult, és a győri Kisfaludy Színházhoz került. 1960-tól Szegedi Nemzeti Színházban és a debreceni Csokonai Színházban játszott. 1978-tól a Veszprémi Petőfi Színház tagja volt. 1991-ben leszázalékolták, ezután már nem játszott színpadon, filmszerepeket azonban elvétve, de vállalt. Több mint kétszáz szerepben láthatta a közönség.

## Fontosabb színházi szerepei
A Színházi adattárban regisztrált bemutatóinak száma: 133. Ugyanitt hatvanhat fényképen is szerepel.
- Asztrov (Csehov: Ványa bácsi)
- Don Quijote de La Mancha (Leigh–Wasserman: La Mancha lovagja)
- Bakai, kiképző őrmester (Gyurkovics Tibor: Fekvőtámasz)
- Apa (Anouilh: Euridike)

## Filmjei
- Az álommenedzser (szín., magyar játékf., 1992)
- Szigligeti Ede: A mama (tévéjáték, 1978)
- A jövő század zenéje (ff., magyar szór. műsor, 1970)

## Díjak, elismerések
- Jászai Mari-díj (1976)
- Érdemes művész (1987)
- A Magyar Köztársasági Érdemrend kiskeresztje (1995)
- Rajz János-díj (1996)[4]